# Герб Олевського району
Герб Оле́вського райо́ну — офіційний символ Олевського району Житомирської області, затверджений 19 грудня 2008 р. XIV позачергової сесії Олевської районної ради V скликання.
Автори — В. Ільїнський, С. Ільїнський.

## Опис герба
Геральдичний щит має форму прямокутника із заокругленою основою. У червоному щитку золотий давньоруський шолом, обернений праворуч. Щит поділений срібним перев'язом справа на лазурове і зелене поля. У першому полі — три золотих квітки азалії. У другій — золота гілка хмелю з шишками.
Щит обрамований вінком з листя дуба, хмелю і калинового ґрона, оповитого синьо-жовтою стрічкою з написом «Олевський район», і увінчаний золотим клейнодом із лазуровими квітами льону.